# 1076
Het jaar 1076 is het 76e jaar in de 11e eeuw volgens de christelijke jaartelling.

## Gebeurtenissen
februari
- 14 - Paus Gregorius VII excommuniceert Hendrik IV.
- 26 - Vlaardingse toiletmoord: De hertog van Neder-Lotharingen, Godfried III met de Bult, overlijdt na een moordaanslag op een Vlaardings toilet die in opdracht van de graaf van Vlaanderen Robrecht de Fries was uitgevoerd.

maart
- 27 - Bisschop Willem I van Utrecht spreekt als tegenreactie op een synode in Utrecht de banvloek over de paus uit. Hij weet de bisschoppen te bewegen de gehoorzaamheid aan paus Gregorius VII op te zeggen.

april
- 27 - Bisschop Willem van Utrecht sterft.

juni
- 4 - koning Sancho IV van Navarra wordt door zijn edelen vermoord. Sancho I van Aragón verovert Navarra.
- 8 - Slag bij IJsselmonde - Robrecht de Fries, stiefvader van en ruwaard voor de jonge Hollandse graaf Dirk V, bestormt IJsselmonde en dwingt bisschop Koenraad van Utrecht de in 1070 - 1071 door Utrecht bezette gebieden terug te geven.

zonder datum
- Hertog Bolesław II van Polen wordt tot koning gekroond.
- Richilde treedt terug als regentes voor haar zoon Boudewijn II van Henegouwen, die zelfstandig het beheer over het graafschap Henegouwen op zich neemt.
- Sancho I van Aragón trouwt met Felicitas van Roucy.
- Voor het eerst genoemd: Aat

## Opvolging
- Avesnes - Wederik opgevolgd door zijn zoon Diederik
- Barcelona - Raymond Berengarius I opgevolgd door zijn tweelingzonen Raymond Berengarius II en Berengarius Raymond II
- Bourgondië - Robert I opgevolgd door zijn kleinzoon Hugo I
- Denemarken - Sven Estridsen opgevolgd door zijn onechte zoon Harald III (jaartal bij benadering)
- Karinthië - Markwart IV opgevolgd door zijn zoon Luitpold
- Keulen - Hildolf in opvolging van Anno II
- Kiev - Svjatoslav II opgevolgd door Vsevolod I
- Neder-Lotharingen - Godfried met de Bult opgevolgd door Koenraad, zoon van koning Hendrik IV
- Meißen - Egbert II opgevolgd door Vratislav II van Bohemen
- Navarra - Sancho IV opgevolgd door zijn neef Sancho I van Aragón
- Paderborn - Imad van Saksen opgevolgd door Poppo
- Toscane - Beatrix van Lotharingen opgevolgd door haar dochter Mathilde
- Utrecht - Willem van Gelre opgevolgd door Koenraad van Zwaben
- Verdun - Godfried met de Bult opgevolgd door bisschop Diederik

## Geboren
- 1 juni - Mstislav I, grootvorst van Kiev (1125-1132)
- Reinoud I, graaf van Bar (1105-1149) (jaartal bij benadering)

## Overleden
- 26 februari - Godfried III, hertog van Neder-Lotharingen (1069-1076)
- 21 maart - Robert I (~64), hertog van Bourgondië (1032-1076)
- 16 april - Markwart IV, hertog van Karinthië (1073-1076)
- 18 april - Beatrix van Lotharingen (~59), markgravin van Toscane (1055-1076)
- 27 april - Willem van Gelre, prins-bisschop van Utrecht (1054-1076)
- 4 juni - Sancho IV, koning van Navarra (1054-1076)
- juli - Arnost, bisschop van Rochester (1075-1076)
- Lietbertus (~66), bisschop van Kamerijk
- Raymond Berengarius I (~51), graaf van Barcelona
- Svjatoslav II, grootvorst van Kiev (1073-1076)
- Wederik, heer van Avesnes
- Sven Estridsen, koning van Denemarken (of 1074)